# Kalmah
Kalmah (krl. ku śmierci) – grupa muzyczna pochodząca z Oulu w Finlandii grająca melodic death metal.

## Historia

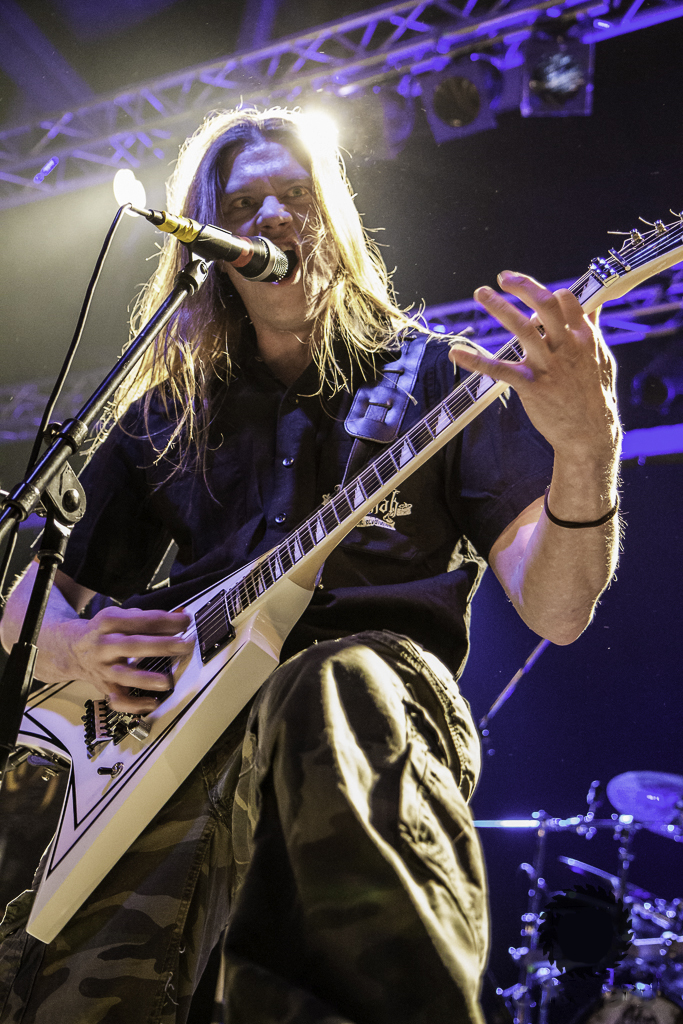
Pekka Kokko, 2013

W 1991 Pekka Kokko (wokal i gitara) i Petri Sankala (perkusja) założyli zespół metalowy Ancestor, który po nagraniu 2 dem wzbogacił się o nowego członka Antti Kokko (brat wokalisty) – gitarę prowadzącą zespołu. W 1998 po 5 speed/thrash/death metalowych demach doszło do pewnych zmian. Do zespołu dołączył Pasi Hiltula w charakterze klawiszowca. Sam Ancestor przestał istnieć, a muzycy wrócili na scenę, już jako Kalmah.
Wydanie pierwszego promo-CD Svieri Obraza przyniosło zespołowi sukces w postaci pierwszego kontraktu płytowego z wytwórnią Spinefarm Records. W składzie Pekka Kokko, Antti Kokko, Petri Sankala, Pasi Hiltula i Altti Veteläinen (gitara basowa) nagrali w roku 2000 pierwszą płytę – Swamplord, która odniosła ogromny sukces. Również w 2000 po raz pierwszy wystąpili na żywo przed fińską publicznością, kiedy to Spinefarm Records zorganizował im serię koncertów w całym kraju.
W październiku 2001 w Tico-Tico Studios w Lappland zespół zgromadził się, aby nagrać kolejną płytę – They Will Return już po zmianie składu zespołu: na stanowisku gitarzysty basowego Altti Veteläinena zastąpił Timo Lehtinen (z Catamenia), a stanowisko perkusisty – Petri Sankali zostało objęte przez Janne Kusmina. Lato 2002 roku zespół spędził na serii koncertów w Finlandii, zwieńczonych występem zespołu na Wacken Open Air. Jesienią 2002 roku Kalmah rozpoczął nagrywanie nowej płyty Swampsong, która ostatecznie ukazała się w lutym 2003.
Płyta została godnym następcą They Will Return, zarówno według krytyków, jak i według fanów. W roku 2004 Pasi Hiltula postanowił wycofać się z gry w zespole na rzecz innych obowiązków. Na jego miejsce przyjęty został klawiszowiec Marco Sneck z Poisonblack. W tym składzie zespół nagrał w roku 2005 płytę The Black Waltz, której całość została profesjonalnie zremasterowana przez Mika Jussila z Finnvox. Wszystkie 11 utworów wchodzących w skład The Black Waltz wyróżniały się wśród dotychczasowych utworów zespołu ciężkim i szorstkim brzmieniem. Album odniósł niespotykany dotychczas sukces – 38. miejsce w oficjalnym fińskim rankingu muzycznym – Suomen virallinen lista w roku 2006.
W trzy lata po wydaniu albumu The Black Waltz, powstała kolejna płyta zespołu For the Revolution, która przebiła sukces poprzedniczki osiągając wyższe – 17. miejsce w rankingu. Promując nową płytę zespół po raz pierwszy udał się za granicę – do Kanady, aby wystąpić w serii 8 koncertów, w czasie których większość miejsc została wyprzedana.
W roku 2010 zespół wydał swój szósty album studyjny 12 Gauge, który, tak jak poprzednie, został nagrany w Tico-Tico Studios, lecz zremasterowany już w studiach Cutting Room w Szwecji. Była to pierwsza płyta zespołu, która ukazała się w wersji winylowej – specjalnie przygotowanej przez Joona Lukala z Noise for Fiction i wydanej przez Svart Records w liczbie 500 kopii.

## Muzycy

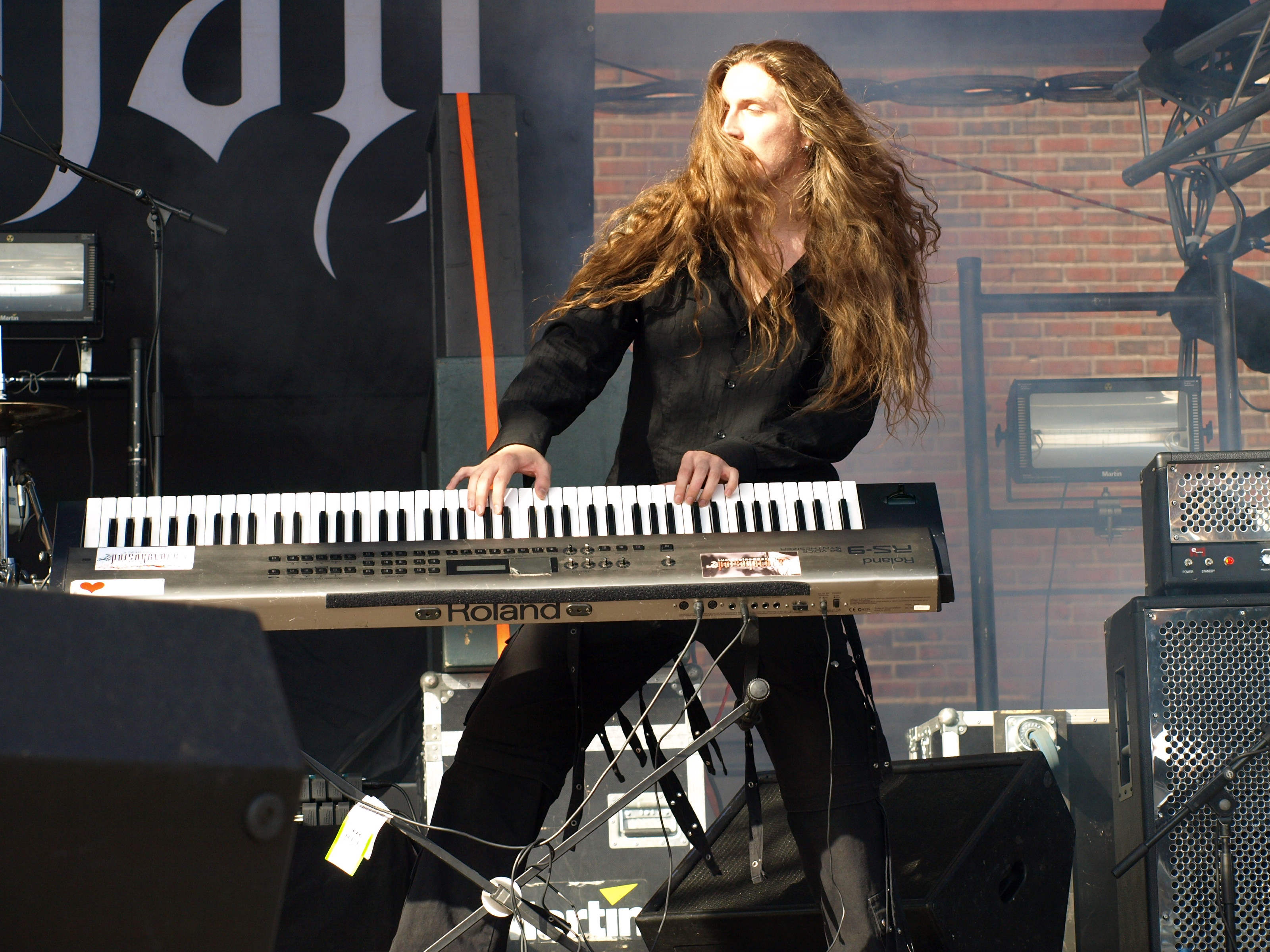
Marco Sneck, 2008

| Obecny skład zespołu - Pekka Kokko – wokal, gitara (od 1998) - Antti Kokko – gitara (od 1998) - Timo Lehtinen – gitara basowa (od 2001) - Janne Kusmin – perkusja (od 2001) - Veli-Matti Kananen – keyboard (od 2012) |  | Byli członkowie zespołu - Anssi Seppänen – gitara (1992-1993) - Altti Veteläinen – gitara basowa (1998-2001) - Petri Sankala – perkusja (1998-2001) - Pasi Hiltula – keyboard (1999-2004) - Antti-Matti Talala – keyboard (1999) - Marco Sneck – keyboard (2004-2011) |

## Dyskografia

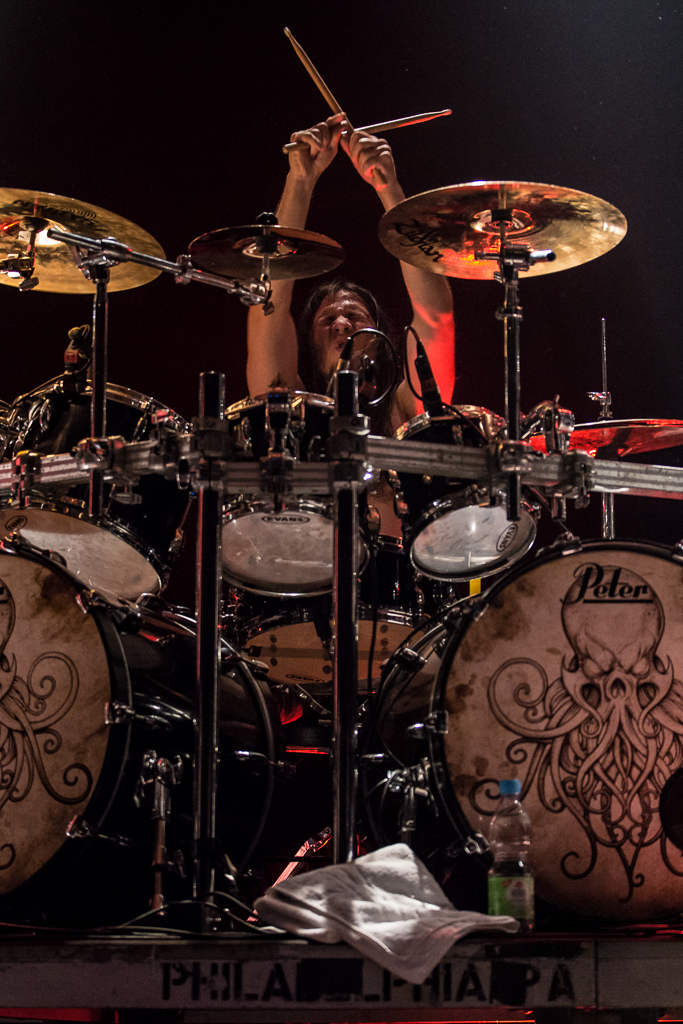
Janne Kusmin, 2013

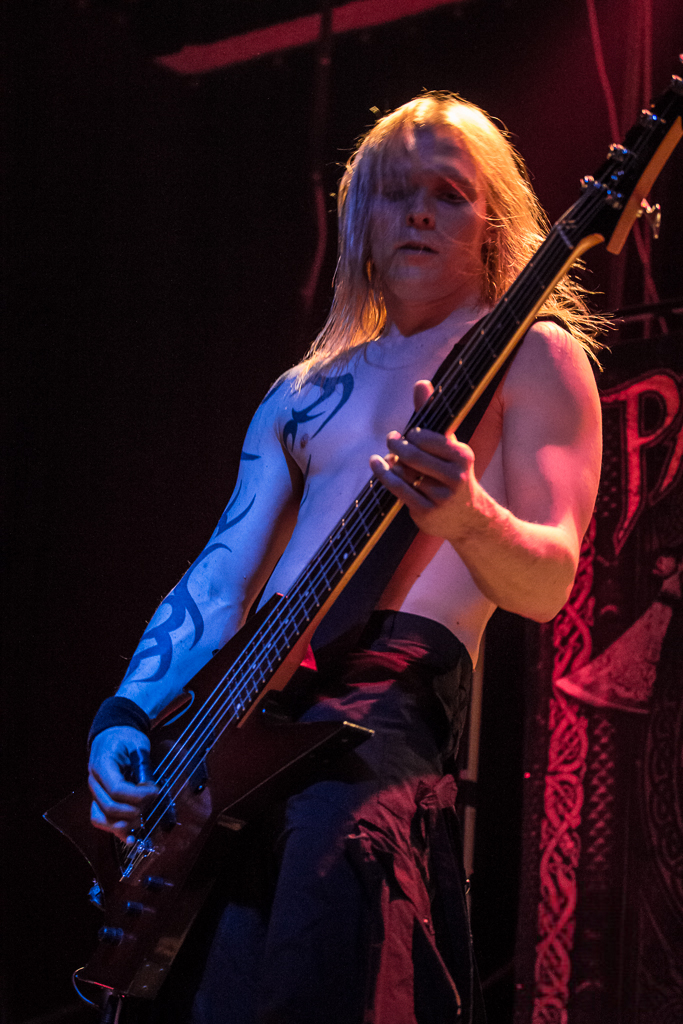
Timo Lehtinen, 2013

Albumy studyjne
| Swamplord                               | - Data: 23 listopada 2000 - Wydawca: Spikefarm Records | –  |
| They Will Return                        | - Data: 30 kwietnia 2002 - Wydawca: Spikefarm Records  | –  |
| Swampsong                               | - Data: 23 maja 2003 - Wydawca: Spikefarm Records      | –  |
| The Black Waltz                         | - Data: 22 lutego 2006 - Wydawca: Spikefarm Records    | 38 |
| For the Revolution                      | - Data: 23 kwietnia 2008 - Wydawca: Spikefarm Records  | 17 |
| 12 Gauge                                | - Data: 3 marca 2010 - Wydawca: Spinefarm Records      | 15 |
| Seventh Swamphony                       | - Data: 14 czerwca 2013 - Wydawca: Spinefarm Records   | 15 |
| „–” oznacza, że album nie był notowany. |                                                        |    |

Kompilacje
| Tytuł                        | Dane dot. albumu                          |
| ---------------------------- | ----------------------------------------- |
| Swamplord / They Will Return | - Data: 2008 - Wydawca: Spikefarm Records |

## Teledyski
| Tytuł               | Rok  | Reżyseria     | Album             | Źródło |
| ------------------- | ---- | ------------- | ----------------- | ------ |
| „Withering Away”    | 2000 | –             | Swamplord         | [ 10 ] |
| „The Groan Of Wind” | 2006 | –             | The Black Waltz   | [ 11 ] |
| „12 Gauge”          | 2010 | –             | 12 Gauge          | [ 12 ] |
| „Seventh Swamphony” | 2013 | Jukka Vidgren | Seventh Swamphony | [ 13 ] |